# 구인모
구인모(具仁謀, 1959년 12월 23일~)은 대한민국의 정치인이다. 민선7·8기 경상남도 거창군수이다.

## 학력
- 1972 신원율원초등학교 졸업
- 1975 신원중학교 졸업
- 1978 거창대성고등학교 졸업
- 2000 창원대학교 대학원 행정학과 행정학 석사

## 경력
- 2009. 1.~2011. 12. 경상남도청 관광진흥과장
- 2012. 1.~2013. 6. 경상남도청 복지노인정책과장
- 2013. 7.~2014. 6. 경상남도 거창군 부군수
- 2014. 7.~2014. 12. 경상남도청 안전총괄과장
- 2015. 1.~2017. 5. 경상남도청 기업지원단장
- 2017. 6.~2017. 12. 경상남도청 문화관광체육국장
- 2018. 7.~ 제43·44대 민선 7·8기 경상남도 거창군수
- 2022. 7.~ 전국농어촌지역군수협의회 부회장
- 2022. 8.~2024. 6. 경남시장군수협의회 부회장
- ~2024. 6. 대한민국 시장·군수·구청장 협의회 공동회장
- 2023. 12.~2024. 7. 경남시장군수협의회 회장 직무대행

## 전과
- 도로교통법위반(음주운전): 벌금 1,500,000원 - 2011년 4월 18일 선고[1]

## 역대 선거 결과
|  | 43.48% |

|  | 60.44% |